# Dragoljub Brnović
Dragoljub Brnović (cirílico: Драгољуб Брновић; Podgorica, 2 de noviembre de 1963) es un futbolista montenegrino retirado, que jugaba como centrocampista.

## Trayectoria
En su país, Brnović jugó en el OFK Titograd, en el Budućnost Titograd y en el Partizan, ganando la Copa Yugoslava con el Crno-beli en la temporada 1988-89. Posteriormente se trasladó a Francia y se incorporó al Metz. 
Antes de retirarse del fútbol, Brnović también jugó profesionalmente en Suecia y Luxemburgo.

## Carrera internacional
A nivel internacional, Brnović jugó 25 partidos internacionales con la selección Yugoslavia en su el primer equipo, de 1987 a 1990, anotando un gol. Formó parte de la selección nacional que participó en la Copa Mundial de la FIFA de 1990. Además, representó a la Yugoslavia sub-23 en los Juegos Olímpicos de 1988.

## Vida personal
Su hermano menor, Branko,también representó a Yugoslavia a nivel internacional. Jugaron juntos para el club de su ciudad natal, Budućnost Titograd, en la temporada 1987-88.

## Premios
Partizán
- Copa de Yugoslavia: 1988–89